# 1Л219 «Зоопарк»
«Зоопарк-1» (індекс ГРАУ — 1Л219) — радіолокаційний комплекс розвідки і контролю стрільби (контрбатарейна РЛС) на шасі МТ-ЛБу. Призначений для розвідки позиції вогневих засобів супротивника (РСЗВ, артилерійських і мінометних позицій, пускових установок тактичних ракет і комплексів ППО тощо), розрахунку траєкторій снарядів і ракет, коригування вогню дружніх вогневих засобів, стеження за повітряним простором і контролю за безпілотними літальними апаратами.

## Історія

### Початок розробки
Розробка комплексу 1Л219 «Зоопарк» почалася у 1981 році. 5 липня 1981 року виконавцем робіт було призначено НДІ «Стріла» (м. Тула, РРФСР). Комплекс почали розробляти практично одночасно із його конкурентом — 1Л220, який розроблявся у НВК «Іскра» (м. Запоріжжя, УРСР).
У 1991 році Радянський Союз розпався, і розробники опинилися в різних країнах, і незалежно один від одного продовжуючи розробки.
На озброєння ВС Росії був прийнятий 1992 року та було виготовлено два серійні зразки. У 2002 році був представлений модернізований комплекс з індексом 1Л219М.

### Завершення робіт
- 1Л260 «Зоопарк-1М» (М — модифікований)[3][4]

## Тактико-технічні характеристики
Дальність розвідки вогневих (стартових) позицій:
- артилерії — 15 км
- мінометів — 20 км
- РСЗВ — 30 км
- тактичних ракет — 40 км

## Оператори
- Росія  — на озброєнні з 1992 року.
- Україна — захоплено під час Російського вторгнення в Україну (2022).[5][6]

## Бойове застосування

### Російсько-українська війна
У серпні 2016 року ГУР МОУ повідомляла про фіксацію роботи двох комплексів «Зоопарк-1» на західній околиці Горлівки.
У березні 2016 року кореспондент з російської сторони повідомляв про роботу двох комплексів у Донецьку, що коригували удар по позиціях ЗСУ в районі Гірника.
У листопаді 2016 року пошуковцями ІнформНапалму було виявлене фото, що фіксує комплекс у пункті дислокації окупаційних сил на Донбасі.
У березні 2018 року комплекс фігурував у службових документах маріонеткової ДНР.
23 червня 2019 року бійці полку «Азов» виявили комплекс артилерійської розвідки й коригування «Зоопарк-1» російських окупаційних військ неподалік окупованого м. Горлівка, і завдали йому ураження. Було опубліковане відео. Askai опублікував координати комплексу на відео — 48°21′18″ пн. ш. 38°05′25″ сх. д. / 48.355098° пн. ш. 38.090302° сх. д..
19 серпня 2022 року, за даними оперативного командування «Південь», в Запорізькій області українські захисники знищили російський радіолокаційний комплекс розвідки й контролю стрільби 1Л260 «Зоопарк-1М».
24 жовтня 2022 року ОК «Південь» повідомило про знищення РС «Зоопарк» на Херсонщині.
Згідно з повідомленням пресслужби ССО від 24 жовтня 2023 сили спеціальних операцій ЗСУ знищили ворожий радіолокаційний комплекс розвідки та контролю стрільби «Зоопарк-1».